# عبد الله بن الحارث بن سخبرة
عبد الله بن الحارث بن سخبرة كان حليف أبي بكر الصديق في مكة، وهو أزديّ، ونسَبُه في الأزد.

## نسبه
هو عبد الله بن الحارث بن سخبرة بن جرثومة الخير بن عادية بن مرّة بن الأوس بن النمر بن عثمان بن نصر بن زهران بن كعب بن الحارث بن كعب بن عبد الله بن نصر بن الأزد الأزدي،
قدم مكة فحالف أبا بكر قبل الإسلام، وتُوفِّي عن أم رومان وقد ولدت له الطّفيل.

## زوجته
زوجته أم رومان الكنانية، وأنجبت منه الصحابي الطفيل بن عبد الله الحارث الزهراني. وبعد وفاة عبد الله بن الحارث تزوج أبو بكر الصديق رضي الله عنه أم رومان الكنانية.